# Winksele
Winksele is een dorp in de Belgische provincie Vlaams-Brabant en een deelgemeente van Herent. Tot 1977 was Winksele, samen met het gehucht Delle een zelfstandige gemeente. Winksele ligt twee 'bergen' verwijderd van de oude stadsmuren van Leuven: de Calvarieberg en de IJzerenberg.

## Toponymie
De naam 'Winksele' kan verklaard worden als een samenstelling van 'Winiko', een Germaanse persoonsnaam, en 'sele', een Germaans woord dat staat voor 'een woning die uit één ruimte bestaat'. De verklaring is dus 'woning van Winiko'. De oudste bekende schrijfwijze Wenekensele dateert van 1133.

## Geschiedenis

### Vroegste geschiedenis
Winksele was in de Romeinse tijd zeer waarschijnlijk niet bewoond, wat te maken heeft met het uitgestrekte bosgebied dat bestond van Elewijt tot Aarlen, namelijk het Kolenwoud. De Salische Franken begonnen na de Romeinse periode met het op grote schaal ontbossen van nieuwe gebieden, en dit steeds langsheen rivieren en beken. Kennelijk is het Frankische Winksele zo ontstaan.
Onder bestuur van Merovingers en Karolingers behoorde het dorp Winksele tot de Haspengouw, later het graafschap Leuven binnen het hertogdom Neder-Lotharingen. Nog later behoorde Winksele tot het hertogdom Brabant (meierij Herent) en dit tot aan de Franse Revolutie.

### Bourgondisch, Spaans en Oostenrijks bestuur
Het dorp Winksele werd enkele malen geteisterd door rondtrekkende legers en bendes. Tijdens het Oostenrijks bestuur werden er twee steenwegen aangelegd op het grondgebied van Winksele: de steenweg Leuven-Brussel en de steenweg Leuven-Mechelen. Hun belang was vooreerst militair. Deze wegen werden in rechte lijn aangelegd en vermeden daarmee de dorpskernen, ook de dorpskern van Winksele. De meest nabije stadspoort van Leuven, genoemd Wijngaardenpoort, kreeg nu een nieuwe naam: Brusselse Poort, omwille van de directe verbinding met Brussel, over de IJzerenberg van Winksele heen.

### Frans bestuur
Winksele behoorde onder het Franse bewind tot het Dijledepartement. De kerkenschool of kosterschool in het midden van het dorp werd afgeschaft. Op 20 oktober 1796 besliste de Franse regeringscommissaris Boutteville dat het grondgebied ten westen van de Tervuursesteenweg, over de Brusselsesteenweg tot de Mechelsesteenweg behoorde aan de nieuw opgerichte gemeente Winksele. Hiertoe behoorde dus ook de "stadswijk" Diependaal, deel van de stad Leuven tot dan.

### Verenigd Koninkrijk der Nederlanden
Winksele behoorde tot de provincie Zuid-Brabant.

### Belgisch bestuur
Winksele behoorde sinds 1830 tot de provincie Brabant en sinds 1995 tot de provincie Vlaams-Brabant. In 1831 stonden de Nederlandse troepen op de strategisch gelegen IJzerenberg tijdens de Slag van Leuven.
De gemeente Winksele richtte een lagere school in in het dorpscentrum (1830) en in Delle (1870), die bleven bestaan tot de fusie van de gemeenten in 1977. In 1896 werd er een katholieke lagere school opgericht, eerst een paar klassen, later een volledige kleuter- en lagere school..

## Bezienswaardigheden
- De Maria Hemelvaartkerk uit de 12e eeuw, gebouwd in Maaslands-Romaanse stijl.  De romaanse toren in zandsteen en het portaal dateren van 1230 en het vroeggotisch koor van ca. 1285.
- De Heilig-Hartkerk, voor de in de 19e eeuw opgerichte parochie van het Heilig Hart van Jezus in Winksele-Delle.

## Natuur en landschap
Winksele ligt op een hoogte van 15-95 meter. De plaats is, door de nabijheid van de stad Leuven, enigszins verstedelijkt. Ten zuiden van de kom vindt men het Bertembos.
Er lopen twee beken door Winksele: de Hoge Beek, vroeger Wolvebeek genoemd, en de Lipsebeek, vroeger Leeps genoemd. De Hoge Beek ontspringt in Bertembos en mondt uit in de Lipsebeek in Tildonk. De Lipsebeek ontspringt in het Kastanjebos en mondt, zoals andere beekjes, via het Haachtse Broek uit in de Leiebeek, een belangrijke zijrivier van de Dijle.

## Demografische ontwikkeling
- Bronnen:NIS, Opm:1831 tot en met 1970=volkstellingen; 1976 = inwoneraantal op 31 december

## Diependaal
De naam Diependaal vindt duidelijk zijn oorsprong in de vallei; de Franse naam was 'Vallée Profonde'. Eeuwenlang behoorde Diependaal, waar een grote hoeve stond, tot de abdij van Vlierbeek. Deze hoeve diende, naast andere hoeven, om de benedictijnen van Vlierbeek voldoende voedsel te garanderen. In de 17de eeuw kwam de hoeve tijdelijk in handen van de heren van Heverlee tot Diependaal in 1626 opgenomen werd binnen de stadsgrenzen van Leuven. Na de Franse revolutie werd Diependaal bij de gemeente Winksele gevoegd (1796). De hoeve van Diependaal geraakte in privéhanden, de laatste was de familie vander Maelen. Begin 19de eeuw bleef van de hoeve niets meer over. In 1962 voerde de gemeente Winksele de verkaveling van dit gebied door.

## Kerkelijk
Sinds de vroege middeleeuwen behoorde Winksele tot het bisdom Tongeren-Maastricht, wat later het bisdom Luik werd. De dorpen Winksele en Veltem waren overigens letterlijk een uitloper van het bisdom Luik, in tegenstelling tot omliggende dorpen zoals Bertem, Beisem en Herent die tot het bisdom Kamerijk behoorden. Leuven en Haacht waren grensgebieden waren van het Luikse bisdom, dat veel uitgestrekter was dan het prinsbisdom Luik. De bisdomsgrens rond Winksele was bovendien een grens van kerkprovincies. Het Luikse bisdom behoorde tot de kerkprovincie van het aartsbisdom Keulen; het bisdom Kamerijk behoorde tot de kerkprovincie-aartsbisdom Reims. Pas in 1559 werd het aartsbisdom Mechelen-Brussel opgericht, waartoe Winksele behoort.
In de 13e eeuw werd Winksele een belangrijk bedevaartsoord waar bezetenen naartoe kwamen. In de 15de eeuw werd het bij uitstek de bedevaart tegen krankzinnigheid.  Winksele bleef een bedevaartsplaats tot in de 19e eeuw, wanneer Scherpenheuvel de bedevaartsfunctie overnam.
De pastorie dateert van 1661. In 1967 werd de Onze-Lieve-Vrouwkapel ingewijd in de wijk Diependaal op een terrein van de kerkfabriek van Winksele in Diependaal.

## Wapen
Het wapenschild van Winksele toont de leeuw van de hertog van Brabant, met een 'W' als initiaal van de naam Winksele. Deze combinatie kwam ook al voor op de originele gemeentezegel van Winksele uit 1309.

## Galerij

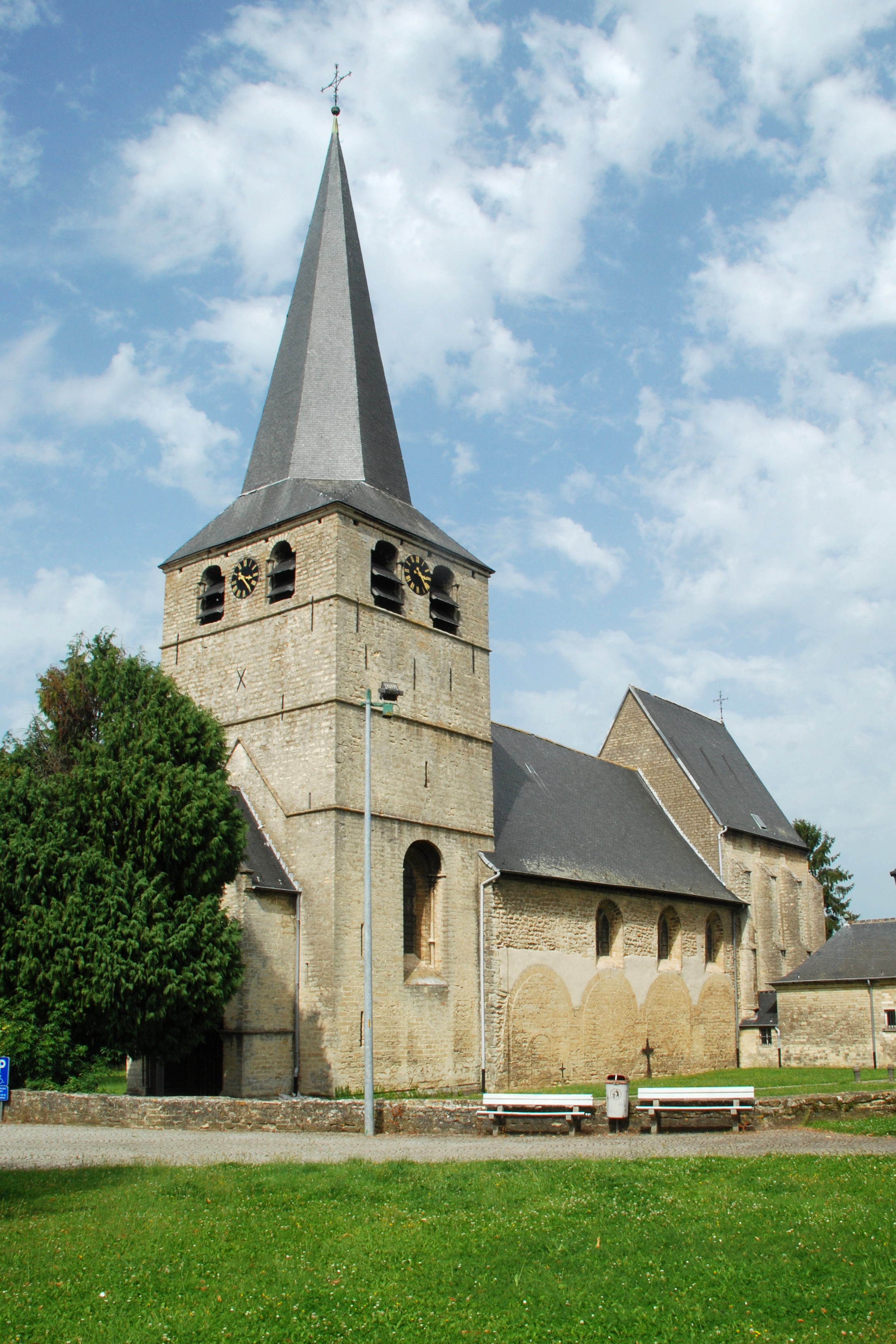
Maria Hemelvaartkerk
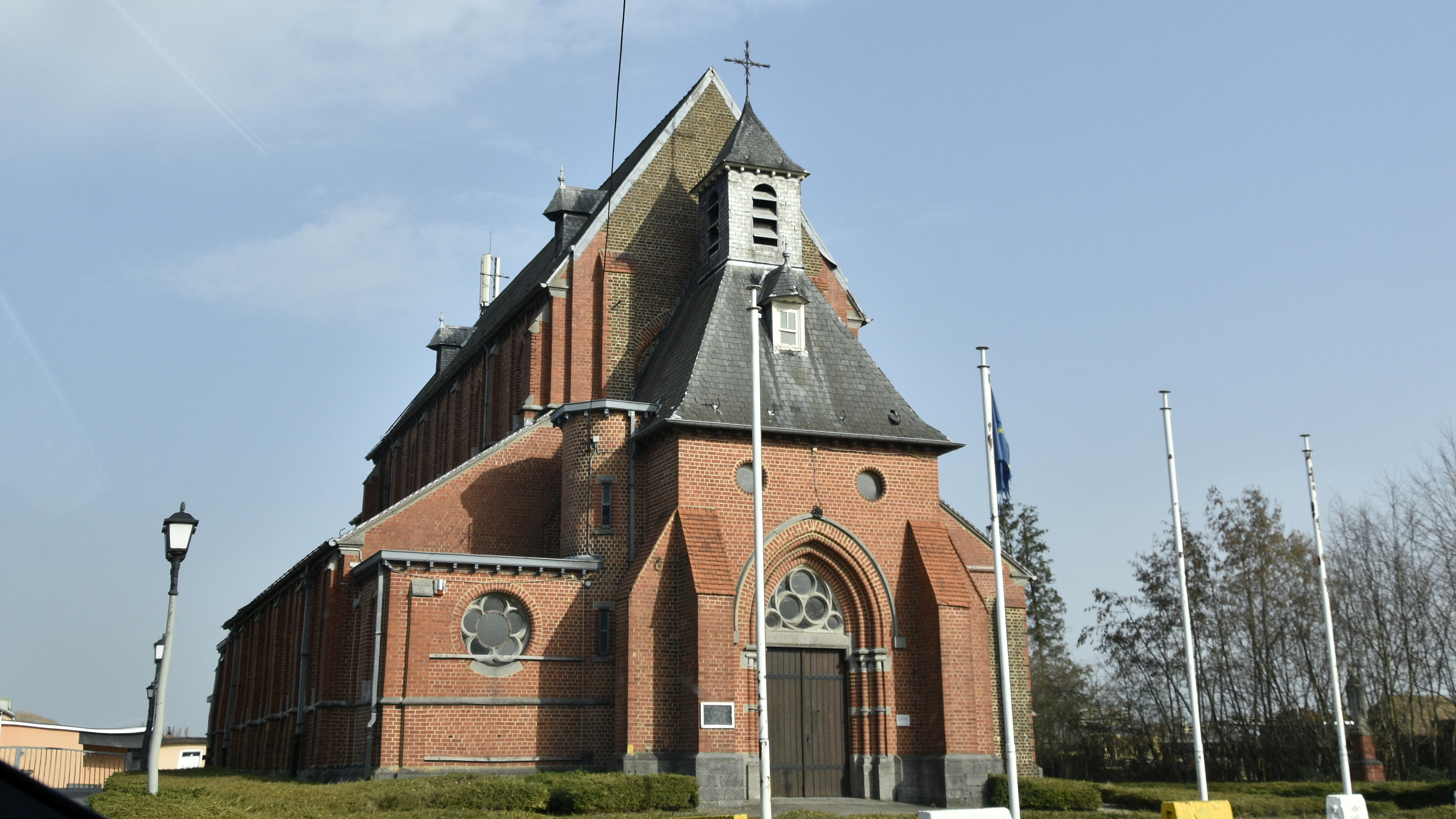
Heilig-Hartkerk
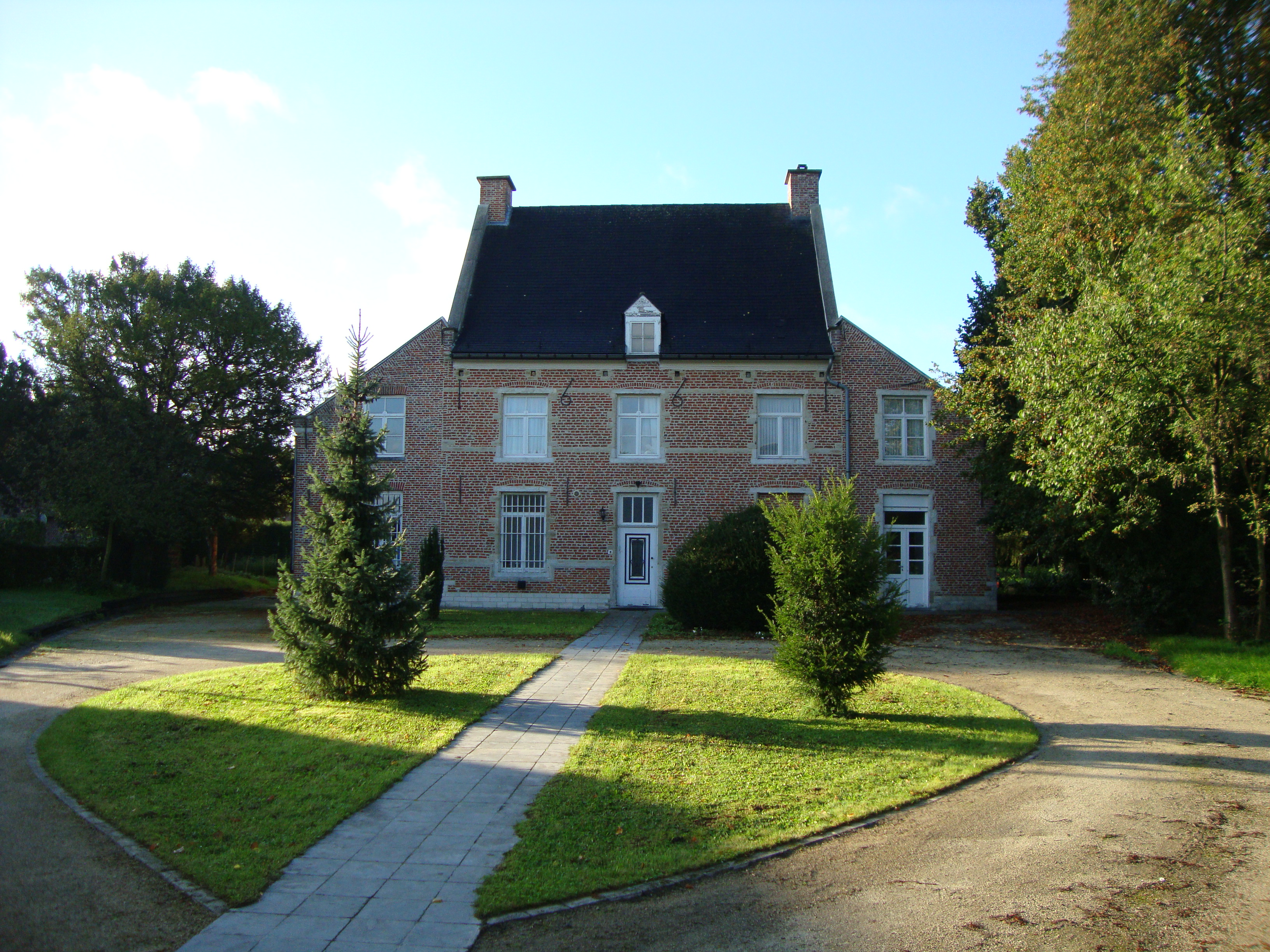
Burgerhuis uit 1661

## Nabijgelegen kernen
Veltem, Herent, Leuven